# La Chèze
La Chèze (bretonsko Kez) je naselje in občina v francoskem departmaju Côtes-d'Armor regije Bretanje. Leta 2006 je naselje imelo 616 prebivalcev.

## Geografija
Kraj leži v pokrajini Bretaniji ob reki Lié, 52 km južno od središča Saint-Brieuca.

## Uprava
La Chèze je sedež istoimenskega kantona, v katerega so poleg njegove vključene še občine Le Cambout, Coëtlogon, La Ferrière, Plémet, Plumieux, La Prénessaye, Saint-Barnabé in Saint-Étienne-du-Gué-de-l'Isle z 8.380 prebivalci.
Kanton la Chèze je sestavni del okrožja Saint-Brieuc.

## Zanimivosti
- ruševine gradu Château de la Grange iz 13. stoletja;